# Yūichi Kobayashi
Yūichi Kobayashi (小林 雄一, Kobayashi Yūichi, né le 25 août 1989) est un athlète japonais, spécialiste du 200 mètres et du relais.

## Biographie
Son meilleur temps est de 20 s 46, réalisé à Tokyo le 9 juin 2013. Il remporte la médaille d'argent lors des Championnats d'Asie de Pune sur relais 4 × 100 m.

### Palmarès
| Date | Compétition         | Lieu | Résultat | Épreuve   | Performance |
| ---- | ------------------- | ---- | -------- | --------- | ----------- |
| 2013 | Championnats d'Asie | Pune | 5e       | 200 m     | 21 s 02     |
| 2013 | Championnats d'Asie | Pune | 2e       | 4 × 100 m | 39 s 11     |

### Records
| Épreuve    | Performance | Lieu  | Date        |
| ---------- | ----------- | ----- | ----------- |
| 100 mètres | 10 s 48     | Saga  | 3 août 2007 |
| 200 mètres | 20 s 46     | Tokyo | 9 juin 2013 |